# Liste des ePrix de la Formule E interrompus par un drapeau rouge
 (avril 2025).
 (août 2024).
Si vous disposez d'ouvrages ou d'articles de référence ou si vous connaissez des sites web de qualité traitant du thème abordé ici, merci de compléter l'article en donnant les références utiles à sa vérifiabilité et en les liant à la section « Notes et références ».
Ce qui suit est une liste complète de course de Formule E appartement au Championnat du monde de la Formule E qui ont été interrompus par un drapeau rouge.
Après l’interruption de la course par un drapeau rouge, le départ peut être seulement redonné si les conditions de sécurité le permettent.
Les lignes avec un fond rouge indiquent les ePrix n’ayant plus repris.
Cette liste a été actualisée à l’ePrix de Berlin 2021 (en).
| no | Saison | Date            | ePrix     | Tour | Causes | Conséquences                                                                                               |
| -- | ------ | --------------- | --------- | ---- | --- | --- |
| 8  | 7e     | 15 août 2021    | Berlin    | 1    | À la suite d’un accident violent entre Mitch Evans et Edoardo Mortara au départ.                                                                           | Après 22 minutes d’attente, nouveau départ derrière la voiture de sécurité avec Stoffel Vandoorne en tête. |
| 7  | 7e     | 27 février 2021 | Dariya    | 29   | À la suite de plusieurs accidents considérables entre Maximilian Günther, Tom Blomqvist et Sébastien Buemi et entre Alex Lynn et Mitch Evans au virage 18. | La course est définitivement arrêtée.                                                                      |
| 6  | 5e     | 22 juin 2019    | Berne     | 1    | À la suite d’un carambolage au premier virage, le circuit est bloqué.                                                                                      | Après 38 minutes d’attente, nouveau départ derrière la voiture de sécurité avec Jean-Éric Vergne en tête.  |
| 5  | 5e     | 13 avril 2019   | Rome      | 2    | À la suite d’un carambolage au virage 17, le circuit est bloqué.                                                                                           | Après 47 minutes d’attente, nouveau départ derrière la voiture de sécurité avec André Lotterer en tête.    |
| 4  | 5e     | 23 mars 2019    | Sanya     | 25   | À la suite de l’accident de Alexander Sims avant le virage 9.                                                                                              | Après 15 minutes d’attente, nouveau départ derrière la voiture de sécurité avec Jean-Éric Vergne en tête.  |
| 3  | 5e     | 10 mars 2019    | Hong Kong | 3    | À la suite d'un accrochage entre les pilotes Felipe Nasr, Pascal Wehrlein et Jérôme d'Ambrosio au deuxième virage, le circuit est bloqué.                  | Après 13 minutes d’attente, nouveau départ derrière la voiture de sécurité avec Oliver Rowland en tête.    |
| 2  | 5e     | 16 février 2019 | Mexico    | 4    | À la suite d’un accident considérable entre les pilotes Nelson Piquet Jr. et Jean-Éric Vergne au virage 17, la course est interrompue.                     | Après 26 minutes d’attente, nouveau départ derrière la voiture de sécurité avec Pascal Wehrlein en tête.   |
| 1  | 4e     | 2 décembre 2017 | Hong Kong | 1    | À la suite d'un accrochage entre les pilotes André Lotterer, Mitch Evans, Nicolas Prost et Edoardo Mortara au virage 4, le circuit n’est plus passable.    | Après 29 minutes d’attente, nouveau départ derrière la voiture de sécurité avec Jean-Éric Vergne en tête.  |